# Modrac
 Ovo je glavno značenje pojma Modrac. Za naselje u blizini ovog jezera pogledajte Modrac (Lukavac, BiH).
Modrac je akumulacijsko jezero oko 6 kilometara od grada Lukavca, 10 km od Tuzle te 9 kilometara od Živinica.

## Osobine
Površine je oko 17 km2. U nj se ulijevaju rijeke Spreča i Turija. Najdublja točka je na oko 20 metara. U najširem dijelu široko je oko 1600 metara. U najdužem dijelu dugačko je 11 kilometara. Tijekom niskog vodostasa obala je pristupačna cijelom dužinom i automobilom je dostupno skorosvakog dobro mjesto za pecanje na jezeru. Kad je visoki vodostaj, potrebno je jedan kraći dio puta prijeći pješke.

## Pristup
Kretanjem iz pravca Tuzle dolazi se na križanje u Šićkom Brodu. Za ići ka Modracu skrene se ka Lukavcu pa do jezera putem Doboj - Tuzla (M 112, M4). Prolazi se kroz Šiće, Bistarac Donji i do južno od Lukavca uz obalu Jale. Skrene se mostom preko Jale.  Putem se prijeđe preko mosta ispod kojeg teče rijeka Spreča, zatim kroz naselje Modrac i poslije naselja vidi se brana kojom su pregrađene rijeke Spreča i Turija.  Nakon brane je puni pogled na Modračko jezero. U prvom naselju poslije brane je naselje Prokosović. Od križanja u Šićkom Brodu može se skrenuti na cestu ka Živinicama (M113, M18) koja vodi prema Husinu, gdje se silazi na lokalnu cestu pa kroz Cerik, Ševar i Poljanu se dolazi u Kiseljak na obali Modraca. 

## Turizam i ugostiteljstvo
U Prokosoviću su restorani, pizzerije i hotel. Obilaskom oko jezera su i drugi restorani, riblji restorani. Ima mogućnost iznjamljivanja čamaca.

## Gospodarstvo
Prvotno građeno za vodoopskrbu industrijskih postrojenja, poslije omiljenim izletištem, odredištem rekreativnih ribolovaca, ljubitelja prirode, obogaćeno turističko-ugostiteljskom ponudom, Modrac je potencijal i za navodnjavanje, moguća je tvornica pitke vode.

## Povijest
Nastalo je velikim financijskim ulaganjem privatnog i državnog kapitala 1964. godine izgradnjom brane na rijeci Spreči u mjestu Modracu, općina Lukavac. Bila je jedna od najvećih akumulacija u bivšoj Jugoslaviji. Razlog gradnje je bio da bi se dobilo opskrbno mjesto otkuda bi se industrijska postrojenja Tuzle i Živinica opskrbljivala vodom. Pretvoreno je u atraktivno mjesto za odmor u kontinentalnom dijelu Bosne i Hercegovine s mnogobrojnim turističkim objektima i sadržajima uz mogućnost ribolova i plivanja.
Akumulacija površinske vode Modrac spada u vodne površine na području Grada Tuzle.

## Zaštita
Reguliran je kao prirodna baština ruralnog dijela općina Tuzle, zatim Lukavca i Živinica. Pod zaštitom je države. Zaštićeno je kao baština hidrografskog značaja.

## Vanjske poveznice
|  | Zajednički poslužitelj ima još gradiva o temi Modrac |

- Oštra Luka[neaktivna poveznica] Izvor:Al Jazeera: Modračko jezero na rubu 'baruštine'  (srp.)